# Lars Ritzka
Lars Ritzka (Hannover, 7 maggio 1998) è un calciatore tedesco, difensore del St. Pauli.

## Caratteristiche tecniche
È un terzino sinistro.

## Carriera
Ritzka è cresciuto nel settore giovanile dell'Hannover 96 ed ha giocato con la seconda squadra in Regionalliga dal 2017 al 2019. Dopo un biennio al Verl dove ha aiutato il club a passare dalla quarta divisione alla 3. Liga, nel 2021 è passato a parametro zero al St. Pauli. Ha debuttato in 2. Bundesliga il 29 agosto nell'incontro vinto 2-0 contro il Jahn Ratisbona. Ha segnato il suo primo gol nel calcio professionistico il 17 settembre 2023 nel successo per 5-1 sull'Holstein Kiel.

## Statistiche

### Presenze e reti nei club
Statistiche aggiornate al 5 giugno 2024.
| Stagione        | Squadra         | Campionato      | Campionato | Campionato | Coppe nazionali | Coppe nazionali | Coppe nazionali | Coppe continentali | Coppe continentali | Coppe continentali | Altre coppe | Altre coppe | Altre coppe | Totale | Totale | Totale |
| Stagione        | Squadra         | Comp            | Pres       | Reti       | Comp            | Pres            | Reti            | Comp               | Pres               | Reti               | Comp        | Pres        | Reti        | Pres   | Reti   |        |
| --------------- | --------------- | --------------- | ---------- | ---------- | --------------- | --------------- | --------------- | ------------------ | ------------------ | ------------------ | ----------- | ----------- | ----------- | ------ | ------ | ------ |
| 2016-2017       | Hannover 96 II  | RL              | 1          | 0          |                 | -               | -               |                    | -                  | -                  |             | -           | -           | 1      | 0      |        |
| 2017-2018       | Hannover 96 II  | RL              | 27         | 1          |                 | -               | -               |                    | -                  | -                  |             | -           | -           | 27     | 1      |        |
| 2018-2019       | Hannover 96 II  | RL              | 26         | 2          |                 | -               | -               |                    | -                  | -                  |             | -           | -           | 26     | 2      |        |
| 2019-2020       | Verl            | RL              | 25         | 1          | CG              | 3               | 0               |                    | -                  | -                  |             | -           | -           | 28     | 1      |        |
| 2020-2021       | Verl            | 3L              | 35         | 2          | CG              | 0               | 0               |                    | -                  | -                  |             | -           | -           | 35     | 2      |        |
| 2021-2022       | St. Pauli II    | RL              | 9          | 0          |                 | -               | -               |                    | -                  | -                  |             | -           | -           | 9      | 0      |        |
| 2022-2023       | St. Pauli II    | RL              | 3          | 0          |                 | -               | -               |                    | -                  | -                  |             | -           | -           | 3      | 0      |        |
| 2021-2022       | St. Pauli       | 2L              | 11         | 0          | CG              | 1               | 0               |                    | -                  | -                  |             | -           | -           | 12     | 0      |        |
| 2022-2023       | St. Pauli       | 2L              | 10         | 0          | CG              | 0               | 0               |                    | -                  | -                  |             | -           | -           | 10     | 0      |        |
| 2023-2024       | St. Pauli       | 2L              | 29         | 2          | CG              | 3               | 0               |                    | -                  | -                  |             | -           | -           | 32     | 2      |        |
| Totale carriera | Totale carriera | Totale carriera | 176        | 8          |                 | 7               | 0               |                    | -                  | -                  |             | -           | -           | 183    | 8      |        |

## Palmarès

### Club

#### Competizioni nazionali
- Campionato tedesco di seconda divisione: 1

St. Pauli: 2023-2024